# Soufiane Haddi
Soufiane Haddi (ur. 2 lutego 1991 w Chunajfirze) – marokański kolarz szosowy.

## Najważniejsze osiągnięcia
2012
- 3. miejsce w Les Challenges de la Marche Verte – GP Oued Eddahab
- 4. miejsce w Tour du Maroc
- 2. miejsce w Challenge des phosphates – Grand Prix de Khouribga
- 10. miejsce w Wyścigu Solidarności i Olimpijczyków

2013
- 2. miejsce w La Tropicale Amissa Bongo
- 1. miejsce na 10. etapie Tour du Maroc
- 3. miejsce w Challenge du Prince – Trophée de la Maison Royale
- 1. miejsce w mistrzostwach Maroka (jazda ind. na czas)

2014
- 1. miejsce na 8. etapie Tour de Singkarak
- 1. miejsce w mistrzostwach Maroka (jazda ind. na czas)
- 3. miejsce w Sharjah Tour
  - 1. miejsce na 2. etapie

2015
- 2. miejsce w Tour of Egypt
  - 1. miejsce na 3. etapie
- 4. miejsce w Tour du Maroc
  - 1. miejsce na 6. etapie
- 1. miejsce w mistrzostwach Maroka (jazda ind. na czas)
- 1. miejsce w mistrzostwach Maroka (start wspólny)
- 1. miejsce w Sharjah Tour
  - 1. miejsce na 1., 2. i 3. etapie
- 2. miejsce w UAE Cup
- 5. miejsce w Jelajah Malaysia

2016
- 9. miejsce w La Tropicale Amissa Bongo
- 10. miejsce w Dubai Tour
- 1. miejsce w mistrzostwach Maroka (jazda ind. na czas)
- 3. miejsce w mistrzostwach Maroka (start wspólny)
- 4. miejsce w Tour de Côte d'Ivoire
  - 1. miejsce na 2. etapie